# Давид А. Коен
Давид А. Коен (Београд, 1854 – Ниш, 1915) био је први адвокат међу Јеврејима у Београду, велики српски родољуб и патриота, и у то име, написао „Беседе“ и књигу „Бог чува Србију“, због које је и убијен од стране Бугара у Нишу 1915. године.

## Биографија
Давид А. Коен рођен је 1854. године, у Београду. Био је први адвокат међу београдским Јеврејима, а трећи од Јевреја који је завршио Правни Факултет на Великој Школи у Београду. Био је врло интелигентан, а по природи био је велики српски родољуб и патриота. Доказа о томе има у његовим беседама, које је одржао у јеврејском храму у Београду, Шапцу и Пожаревцу, у свечаним приликама. Те своје беседе штампао је и објавио у Београду, 1897. године.
Када је у питању Балкански рат, у коме је српски народ осветио Косово, Коен није могао остати равнодушан. Фебруара 1913. године написао је књигу под називом „Бог чува Србију ” Апотеоза Српском Генију у светлости Религије. Изашла је почетком 1915. године, у Београду. У овој књизи, која је писана још за време постојања Балканског Савеза, Коен велича Србију, хвали српски народ и глорификује његов геније. Један примерак те књиге послао је и Милану Ђ. Милићевићу, једном од првих просветитеља модерне српске државе, библиотекару Народне библиотеке, државном саветнику и књижевнику који се бавио и историјом, етнографијом и преводилаштвом, а од кога је као одговор добио писмо следеће садржине:
„Драги господине, примио сам писмо које сте ми изволели написати 13. о. м. и књижицу – Беседе коју сте приложили. И једно и друго прочитао сам са радошћу и као човек, а нарочито као – Србин. Хвала вам за осећања, која веју из сваке ваше врсте. Налазим да су така осећања и част религији, која вас је одгајила и добит Отаџбини, која вас има као сина свога. Само продужите тако. С особитим поштовањем и пријатељским поздравом, ваш М. Ђ. Милићевић”.  А та књига дошла му је главе.
Када су Бугари 1915. године окупирали Ниш, позвали су Коена и упитали га, да ли је он написао ту књигу. Ако јесте, питали су, да ли хоће да порекнe написано. Коен је храбро одговорио бугарском инквизитору: „Ја сам писац те књиге, ја се ње не могу одрећи, јер све што сам писао у њој, то је моје чврсто убеђење и то је израз мојих осећања.” Он је знао да ће га такав одговор коштати живота. После тог саслушања, пуштен је, али неколико дана касније, заједно са многим другим Србима, Давид је поново ухапшен и одведен у град.
Истог дана дошао је јеврејски свештеник из Ниша, заједно са Самуилом Меламедом, трговцем из Београда, да моле, да се Коен пусти на слободу, јер он је човек поштен и у годинама. Рекли су им да дођу сутра, јер ће главни командант тада бити у граду, те да се обрате њему, и да ће сигурно пустити Коена на слободу. Сутрадан, као по договору, и на њихову поновљену молбу, да пусте Коена, одговорено им је да се он не налази више у граду, јер је отпутовао за Софију. Од тада нико више није видео Коена, нити се он јавио након тога. Извесно је да су Бугари погубили Коена. 
Давид није учествовао у рату, због својих година, али ипак погинуо је као херој и жртва рата.